# Annick Gendron
Annick Gendron, née le 26 septembre 1939 à Châtin dans la Nièvre, et morte le 22 octobre 2008 à Saint-Cloud, est une artiste peintre française.
Elle est une pionnière du spin art et de la peinture sur plexiglas (1968).

## Biographie
Influencée par l'expressionnisme abstrait, Annick Gendron installe en 1968 son premier atelier dans une usine désaffectée de Boulogne-Billancourt, non loin des usines Renault de l'Île Seguin.
C'est à cette époque qu'elle commence à utiliser des matériaux et outils issus de l'industrie dont le plexiglas, le verre et les peintures pour carrosserie dans la réalisation de ses drippings et spin paintings.
En 1973, elle fonde la Galerie Annick Gendron, rue de la Bucherie dans le 5e arrondissement de Paris, où elle expose, entre autres, Chu Teh Chun, Philippe Derome, Albert Féraud, Ladislas Kijno et Eugène de Kermadec.
Outre l'influence de l'Action painting que l'on retrouve dans sa recherche sur l'instantanéité du mouvement, son œuvre se démarque par des thématiques peu usitées du champ de l’art comme les frontières de la connaissance scientifique ou la construction européenne.

## Expositions
- 2007 : « Ode à la joie », série de peintures sur l'hymne européen, musée de Saint-Cloud[2]
- 1973-1984 : Galerie Annick Gendron, rue de la Bucherie, Paris
- 1968-1973 : Galerie Raymond Duncan, Galerie Bernheim-Jeune, Salon des Indépendants, Salon des Surindépendants, Salon d'Automne, Salon des artistes français Grand Palais (Paris) (Musée d'art moderne de la ville de Paris). Prix de l'ORTF 1971 et médaillée de la Société Arts-Sciences-Lettres.